# Lanehead
Lanehead är en by i civil parish Stanhope, i kommunen Durham i grevskapet Durham i England. Byn är belägen 15 km från Stanhope. Orten har 40 invånare (2001).